# Gottfried von Hohenlohe
Pour les articles homonymes, voir Maison de Hohenlohe.
Gottfried von Hohenlohe, ou Godefroy de Hohenlohe (né en 1265, mort le 5 novembre 1309 à Bad Mergentheim), est le quatorzième grand-maître de l'ordre Teutonique. C'est le fils de Kraft von Hohenlohe et de Willeborg von Wertheim. Il compte aussi parmi ses ancêtres son grand-oncle, Heinrich von Hohenlohe (Henri de Hoehnlohe), frère de son grand-père.

## Biographie
Gottfried von Hohenlohe descend de la puissante famille Hohenlohe établie à Hohlach, près d'Uffenheim.
Gotfried von Hohenlohe prononce ses vœux, dans l'ordre Teutonique en 1279 et devient grand maître de l'Ordre en Allemagne, le 13 mai 1297, après que l'Ordre eut été chassé de Terre sainte pour Venise, où il s'établit. Il est choisi par le chapitre (capitulum) de l'Ordre à Venise pour succéder à Konrad von Feuchtwangen, dont il était proche. La perte des commanderies de Venise et de Naples porte un coup sévère à l'Ordre. Konrad von Feuchtwangen s'oppose assez vite à l'évêque de Riga, et il est considéré comme insuffisamment à l'écoute des doléances des provinces de l'Ordre en Livonie, comme en Prusse. Gottfried se rend finalement le 18 octobre 1303 à Elbing pour signer sa démission, voulue par le capitulum de l'Ordre réuni à Memel.
Gottfried von Hohenlohe quitte la Prusse pour vivre en Franconie, où il reçoit un bailliage. Il tente de se faire choisir à nouveau comme grand maître, mais cette requête est rejetée par les autres frères chevaliers de l'Ordre qui préfèrent Siegfried von Feuchtwangen. Hohenlohe se retire à Ulm, puis à Mergentheim en 1307, où il meurt. Il est enterré à Marbourg.